# Eftervåld
Eftervåld avser den typ av våld i nära relationer som kan följa efter att en person som blivit utsatt lämnat sin partner (förövaren).
Eftervåld kan visa sig genom allt från psykisk misshandel såsom kränkningar, ryktesspridning eller trakasserier till att förövaren uppehåller sig på personens arbetsplats eller fortsätter kontrollera personens ekonomi, så kallat ekonomiskt våld. Andra exempel på eftervåld är att gärningspersonen vänder rättssystemet emot den utsatte genom att börja förhala bodelningar, startar vårdnadstvister  (se Föräldraalienation) eller saboterar utbetalningen av underhåll och bidrag genom att manipulera folkbokföringen.